# 蕪木徹子
蕪木 徹子（かぶらぎ てつこ）は、日本の女性声優。主にアダルトゲームに声をあてている。

## 出演作品
太字は主役・メインキャラクター

### アダルトゲーム

#### 2011年
- 白濁の蒼きエレナ 〜射精したら封印が解けるなんてむしろご褒美です〜（藤堂 皐月[1]）

#### 2012年
- 『彼氏いない歴＝年齢』じゃ、どうしてイケナイのよ!? 〜聖トレア学園恋愛禁止令〜（成島 亜月[2]）
- ごっくんアスリート! 巨乳メダリストのおしゃぶり強化合宿（岩坂 馨[3]）
- Chu(治癒)してあげちゃう 〜押しかけお姉さんの性交恥療〜（鷹森 紗那[4]）
- デカくてエッチな俺の姉（瀬川 月乃[5]）
- 電マ女と性感男（香田 せりお[6]）
- 放課後☆エロゲー部! 〜エロゲー制作のため女の子たちとえっちしまくりな毎日〜（吉祥院 やなぎ[7]）

#### 2013年
- 巨乳ファンタジー外伝2（ロザリン[8]）
- 催眠演舞（穂波 炎乃火[9]）
- SEXティーチャー剛史 〜純情乙女が濡らしちゃう秘密の性感授業〜（源 彩子[10]）
- ミニパイくれ〜ま〜 文句を言いたいのにおっぱいが感じちゃう（桐ヶ谷 麗華[11]）
- 歪んだ恋愛模様（眞柴 麻優子[12]）